# سوق الهجلة
سوق الهجلة؛ هو سوق تاريخي يقع جوار سوق الخميس و أمام مسجد الهادي في مدينة الطائف غرب المملكة العربية السعودية.

## عن السوق
يوجد داخل السوق محلات تجارية ودكاكين لبيع المواد الغذائية ولوازم أهل البادية مثل السمن والعسل والحبوب والبقول والتمور ومختلف الأجبان كما يوجد بالسوق مقهى شعبي قديم (قهوة) لراحة بعض مرتادي السوق وتبادل الأحاديث وهي ملك أوقاف السادة الأشراف (ذوي سليمان) من آل عيسى.

## ذكر السوق تاريخيًا
أتى على ذكر السوق الشريف حسن بن عبد الله آل عيسى الوفائي الحسني من أعيان الطائف في القرن 12 هجري حيث ذكر في مخطوطته بعض المواقع التاريخية بالطائف ومنها سوق هجلة الطائف.